# Planeta exterior
Un planeta exterior és qualsevol dels planetes del sistema solar amb òrbites exteriors al cinturó d'asteroides: Júpiter, Saturn, Urà, Neptú. Els altres planetes s'anomenen planetes interiors.
Aquesta classificació no s'ha de confondre amb el terme "planeta superior" que designa aquells planetes amb òrbites exteriors a l'òrbita de la Terra (és a dir, els planetes exteriors i Mart).
Tots quatre són gegants gasosos que manquen de superfície sòlida. El seu diàmetre és molt més gran que el dels planetes interiors i el de Plutó. Les seves denses atmosferes estan formades principalment per hidrogen i heli. Tots posseeixen un gran nombre de satèl·lits i la majoria tenen un sistema d'anells al seu voltant.
Entre els planetes exteriors s'hi incloïa abans Plutó, molt diferent dels altres quatre i que actualment tampoc és considerat un planeta. Plutó es considerava el planeta més petit i el més allunyat del Sol. La seva composició no es coneix amb certesa però es creu que està compost bàsicament per gel i metà amb un nucli de roca al seu interior. Una composició molt semblant a la dels objectes transneptunians del cinturó de Kuiper del que Plutó en forma part.